# Франтишек Хрубин
Франтишек Хрубин (17. септембра 1910. Краљевски Виногради – 1. марта 1971. Чешке Будјејовице) је био чешки аутор, песник (природне, љубавне али и немирне лирике), драмски писац, сценариста, преводилац (пре свега књига за децу) углавном са француског језика.

## Живот
Родио се у Краљевским Виноградима у кући број 486. Отац му је био грађевински помоћник и звао се Франтишек Хрубин (* 1880), пореклом из Брежан. Мајка му је била Ана, њено девојачко презиме је било Новотна (* 1887), пореклом из Лешана. Породица је живела у Краљевским Виноградима, после почетка Првог светског рата је његов отац отишао у рат. Мајка се после тога заједно са Франтишеком и његовим једногодишњим братом 1914. године преселила код свога оца Јосифа Новотног у Лешане.
У Лешанима је Франтишек провео своје детињство, а у периоду од 1916–1922 је овде ишао у школу. Цео регион је користио као инспирацију за своја дела као на пример у  Romance pro křídlovku (Романца за Флугелхорн), Zlatá reneta (Златна ренета) или Lešanské jesličky (Лешанске јаслице).
Похађао је неколико гимназија у Прагу, после матуре 1932. године је неуспешно покушао да заврши филозофију и право на Карловом универзитету. Запослио се у Градској библиотеци у Прагу 1934. а после неког времена је почео да ради у Министарству информација. Године 1946. је постао је професионални писац.
Дана 2. децембра 1939. се оженио Јармилом Холом са којом је имао ћерку Јитку (1940–2020, удата Минарикова, преводилац) и сина Вита (1945–1995, филмски и телевизијски режисер).
Активно је учествовао у оснивању дечјег часописа Материдоушка чији је уредник био од 1945. до 1948.
На II скупу Савеза чехословачких писца (1956) је заједно са Јарославом Сајфертом храбро критиковао повезаност књижевности и политике. Бранио је тада не само гоњене, већ и затворене песнике (Јиржија Колара). Бурно је критиковао став осуде Ладислава Штоле према стваралаштву Франтишека Халаса. На скупу је био изабран за члана Централног комитета Савеза. Због његових изјава му је прво било забрањено да настави да ради као писац, међутим после неког времена му је дозвољено да преводи и пише књижевност за децу. Његова књижевна дела су прошла кроз периоде забране писања и издавања.
Од 1945. године је живео у Прагу и у Лешанима. Често је одлазио у Хлум код Требоња где је после и купио кућу.
Сахрањен је на Вишеградском гробљу.